# Berville-en-Roumois

Berville-en-Roumois este o comună în departamentul Eure, Franța. În 1 ianuarie 2018 avea o populație de 854 de locuitori.